# HMAS Koala
HMAS Koala – australijski stawiacz sieci z okresu II wojny światowej i powojennego.

## Historia
Stępkę pod okręt (numer stoczniowy 135) położono 21 czerwca 1939 w stoczni Cockatoo Docks and Engineering Company na Cockatoo Island, wodowanie odbyło się 4 listopada 1939. Matką chrzestną okrętu była W.N. Custance, żona kotradmirała Wilfreda Custance'a. Okręt należał do typu Kangaroo, określanego także jako zmodyfikowany typ Bar. „Koala” wszedł do służby 7 lutego 1940, jego pierwszym dowódcą był bosman Eric D. Wilder.
Wyporność okrętu wynosiła 773 tony. Mierzył 178 stóp i 9 cali długości (55,48 m), 32 stopy i 1,25 cali szerokości (9,78 m), miał 17 stóp i 1,5 cala (5,21 m) zanurzenia. Napęd stanowiła maszyna parowa potrójnego rozprężania o mocy 765 IHP opalana olejem i pojedyncza śruba. Maksymalna prędkość wynosiła 11,1 węzła. Zasięg przy prędkości 11 węzłów wynosił 3040 mil morskich. Początkowo „Koala” był uzbrojony w pojedynczą armatę 12-funtową (76,2 mm), karabin maszynowy Lewis (7,7 mm), karabin maszynowy Vickers (7,7 mm) oraz dwa karabiny maszynowy typy Marlin (7,62 mm). W późniejszym czasie został przezbrojony w działko Bofors 40 mm i dwa pojedyncze działka Oerlikon 20 mm. Załogę stanowiły 34 osoby - dowódca, 6 oficerów i 27 marynarzy.
9 kwietnia 1940 „Koala” przybył do Darwin, gdzie służył przy tamtejszej (najdłuższej na świecie) zaporze sieciowej do czasu pierwszego japońskiego nalotu, po czym został czasowo przeniesiony do Brisbane, gdzie służył trzy miesiące. Do Darwin powrócił 5 czerwca 1942, gdzie służył jako stawiacz sieci do 30 kwietnia 1945, po czym powrócił do Brisbane.
Za służbę w okresie II wojny światowej okręt otrzymał battle honour „Darwin 1942-43”.
W okresie powojennym okręt służył we wschodnich i zachodnich wodach Australii i w okolicach Nowej Gwinei w różnych rolach, między innymi jako okręt szkolny. 8 listopada 1956 okręt zakończył aktywną służbę przepłynąwszy w jej czasie łącznie prawie 80 tysięcy mil morskich. 18 kwietnia 1957 „Koala” został wycofany do rezerwy. 12 lat później, w 1969 okręt został sprzedany prywatnemu właścicielowi, od tego czasu używany był jako barka żwirowa.
W czasie powodzi w Queensland w 1974 „Koala” został porwany przez wody powodziowe i uderzył w Centenary Bridge uszkadzając kilka jego przęseł. 27 stycznia 1974 kadłub statku został wysadzony w powietrze, aby nie stanowił zagrożenia nawigacyjnego.